# قائمة رؤساء الاتحاد الأوروبي لكرة القدم
فيما يلي قائمة برؤساء الاتحاد الأوروبي لكرة القدم.

## قائمة رؤساء اليويفا
| #    | الاسم             | تاريخ البدء    | تاريخ الانتهاء                                            | المدة              | البلد    |
| ---- | ----------------- | -------------- | --------------------------------------------------------- | ------------------ | -------- |
| 1    | ايبي شوارتز       | 22 يونيو 1954  | 17 أبريل 1962                                             | 7 سنوات و299 أيام  | الدنمارك |
| 2    | غوستاف فايردركيهر | 17 أبريل 1962  | 7 يوليو 1972                                              | 10 سنوات و76 أيام  | سويسرا   |
| مؤقت | ساندور باركس      | 7 يوليو 1972   | 15 مارس 1973                                              | 251 أيام           | المجر    |
| 3    | أرتيمو فرانكي     | 15 مارس 1973   | 12 أغسطس 1983                                             | 10 سنوات و150 أيام | إيطاليا  |
| 4    | جاك جيورجيس       | 12 أغسطس 1983  | 19 أبريل 1990                                             | 6 سنوات و250 أيام  | فرنسا    |
| 5    | لينارت يوهانسون   | 19 أبريل 1990  | 26 يناير 2007                                             | 16 سنوات و282 أيام | السويد   |
| 6    | ميشيل بلاتيني     | 26 يناير 2007  | 8 أكتوبر 2015 (موقوف) 21 ديسمبر 2015 (موقوف لمدة 6 سنوات) | 8 سنوات و255 أيام  | فرنسا    |
| مؤقت | أنخيل ماريا فيلار | 9 أكتوبر 2015  | 14 سبتمبر 2016                                            | 341 أيام           | إسبانيا  |
| 7    | ألكسندر سيفرين    | 14 سبتمبر 2016 | إلى الآن                                                  | 8 سنوات و188 أيام  | سلوفينيا |

ملاحظات
- شغل جاك جيورجيس منصب الرئيس المؤقت قبل انتخابه في 26 يونيو 1984.
- تم منح لقب الرئيس الفخري لجاك جيورجيس عند ترك منصبه حتى وفاته في عام 2004.
- تم منح لقب الرئيس الفخري إلى لينارت يوهانسون عند مغادرته منصبه حتى وفاته في عام 2019.